# Pedras Grandes
Pedras Grandes là một đô thị thuộc bang Santa Catarina, Brasil. Đô thị này có diện tích 172 km², dân số năm 2007 là 4817 người, mật độ 28 người/km².